# روبرت نالباندیان (شیمی‌دان)
روبرت نالباندیان (انگلیسی: Robert Nalbandyan; زاده ۱۴ ژوئیهٔ ۱۹۳۷ – درگذشته ۱۲ نوامبر ۲۰۰۲) شیمی‌دان ارمنی‌تبار اهل ایالات متحده آمریکا بود.
کاشف پروتئین فتوسنتز پلانتسیانین، پیشگام در زمینه رادیکال‌های آزاد، و یک نویسنده مشهور و پرکار در زمینه‌های مختلف در زمینه شیمی بود.
وی از دانشگاه دولتی مسکو فارغ‌التحصیل شد.